# Mass Effect
Pour le jeu éponyme, voir Mass Effect (jeu vidéo).
Mass Effect est une franchise se déroulant dans un univers de science-fiction et détenue par Electronic Arts.
La franchise s'apparente à un feuilleton spatial : en 2148, l'humanité découvre une technologie d'origine extraterrestre lui permettant de partir à la conquête de l'espace.
La franchise débute avec la sortie du jeu action-RPG Mass Effect développé par BioWare et sorti le 20 novembre 2007 sur la console de jeux vidéo Xbox 360. Il sortira par la suite sur Windows puis sur PlayStation 3. Deux autres épisodes, Mass Effect 2 en 2010 et Mass Effect 3 en 2012, viendront former la trilogie principale.
Certains spin-off ont été créés spécialement pour d'autres plates-formes, notamment Mass Effect Galaxy et Mass Effect Infiltrator sortis sur iOS et Android. Le dernier épisode de la trilogie a également vu le jour sur la console Wii U fin 2012. L'univers de Mass Effect a également inspiré quatre romans et plusieurs comics.
Depuis le début, la série est un succès critique. Les épisodes de la trilogie ont reçu une critique positive quasi unanime pour la qualité du scénario, des personnages, des voix d'acteurs, des différents choix que le joueur peut effectuer, ou encore pour la profondeur de l'univers proposé,.
Le 23 mars 2017 sort Mass Effect: Andromeda, avec un succès critique et commercial inférieur à la « trilogie Shepard »,. Bien que partageant le même univers que la trilogie principale, il reste un spin off de la licence incluant de tout nouveaux personnages et de toutes nouvelles histoires, se déroulant dans une nouvelle galaxie (Andromède) et sans lien direct avec l'histoire de la première trilogie.

## Jeux vidéo
BioWare a annoncé très tôt la réalisation de trois jeux vidéo basés sur l'univers de Mass Effect, se suivant chronologiquement, lors de la campagne de promotion du premier jeu de la série. La série Mass Effect est classée dans les jeux vidéo d'action-RPG car elle combine des éléments des jeux d'action et de jeu de rôle, dans un univers de science-fiction.

### Trilogie Shepard
- Mass Effect (2007) : Le premier jeu de la série a été créé initialement comme une exclusivité pour la console Xbox 360 mais fut plus tard porté sur Windows par Demiurge Studios et PlayStation 3. Le jeu se déroule en 2183 dans notre propre galaxie, la Voie lactée, et relate la quête du Commandant Shepard, pour empêcher le « Spectre » renégat Saren Arterius de mener une armée de Geth, des machines ayant acquis une forme d'intelligence collective élaborée, à la conquête de la galaxie. Durant sa poursuite de Saren, Shepard recrute plusieurs compagnons de différentes espèces dans son équipage et découvre progressivement les véritables motivations de Saren. Shepard découvre notamment la mystérieuse race des Moissonneurs (« Reapers »), qui représente la réelle menace imminente de destruction pour toutes les espèces intelligentes de la galaxie.

Mass Effect premier du nom a reçu un excellent accueil critique à travers la presse spécialisée et a remporté, entre autres, le prix du meilleur jeu de rôle lors des E3 2006 et 2007, et a reçu l'Interactive Achievement Award du meilleur jeu de rôle en 2008.
- Mass Effect 2 (2010) : la suite directe se déroule deux ans après le premier opus, en 2185. Le Commandant Shepard est forcé de collaborer avec Cerbérus, une puissante organisation qui se présente comme pro-humaine, pour enquêter sur la disparition de colonies humaines à travers la galaxie et mettre un terme à ces enlèvements. Il se révèle très vite que ce sont les Récolteurs, utilisés par les Moissonneurs, qui organisent ces enlèvements de colons. Après avoir acquis suffisamment de renseignements et d'alliés, Shepard va devoir se lancer dans une « mission suicide », pour laquelle il lui faudra sélectionner une équipe compétente de soldats, assassins, mercenaires, et spécialistes en tout genre. Une fois encore, Mass Effect 2 a reçu une critique hautement positive, tout comme le premier épisode de la série, et il a été élu meilleur RPG de l'année 2010 lors des Video Games Awards.
- Mass Effect 3 (2012) : l'épisode conclut les aventures de Shepard. Le jeu relate son combat final contre les Moissonneurs. Ces derniers, après les défaites de leurs serviteurs, décident d'attaquer eux-mêmes la Terre, et plus généralement la galaxie tout entière, pour y annihiler la vie organique intelligente. Les Moissonneurs font des millions de morts lors de leurs premières offensives. Shepard doit constituer une alliance galactique afin de détruire les Moissonneurs et de sauver la galaxie. Le jeu est sorti le 8 mars 2012[13]. Si le dénouement est sujet à controverse, le jeu a néanmoins reçu des critiques très positives.

La série des jeux Mass Effect possède une particularité, qui est la continuité narrative entre les opus. Ainsi grâce aux choix par le joueur d'actions de type conciliation, pragmatique ou neutre, les histoires sont légèrement différentes, par exemple le fait qu'Udina ou Anderson soit nommé au Conseil par le joueur ou encore le fait ou non de laisser la vie sauve à un personnage secondaire. En débutant l'opus suivant à partir d'une ancienne sauvegarde (commencer ME2 avec une sauvegarde de ME1 par exemple), le joueur peut décider de conserver les caractéristiques physiques et techniques de son personnage mais devra dans tous les cas assumer les conséquences de ses choix antérieurs.
Dans Mass Effect 2 et Mass Effect 3, commencer une partie sans utiliser de sauvegarde d'un opus précédent propose au joueur de simuler certains choix qu'il aurait pu faire dans les deux premiers jeux.
- Mass Effect: Édition Légendaire est une version remasterisée des trois premiers jeux de la série Mass Effect, développée par BioWare et éditée par Electronic Arts. Annoncée le 7 novembre 2020, elle sort le 14 mai 2021.

### Mass Effect: Andromeda(2017)
Lors de l'E3 2015, Electronic Arts annonce Mass Effect: Andromeda, sorti le 23 mars 2017 sur PlayStation 4, Xbox One et Windows.
Ce jeu suit les efforts de colonisation des espèces de la Voie lactée dans le Secteur Héléus de la galaxie d'Andromède via l'Initiative Andromède et ses arches de colonisation. Malheureusement, en raison du Fléau, une perturbation d'ampleur galactique qui rend la navigation interstellaire extrêmement dangereuse au mieux, rien ne se passe comme prévu. Le Pionnier humain, Alec Ryder, décède peu après l'arrivée de l'Arche humaine Hypérion, et c'est à l'un de ses enfants, Scott ou Sara Ryder, incarné(e) par le joueur, de reprendre le flambeau ; en outre, l'équipe du Pionnier tombe sur une race militariste totalement hostile, les Kert, qui veulent conquérir et asservir toute race autre que la leur.
Arrivé péniblement à la station Nexus, siège de l'Initiative Andromède, le Pionnier se rend compte que la situation n'est pas meilleure: Jien Garson, fondatrice et directrice de l'Initiative, est décédée, et les autres arches ont disparu, compromettant le projet de l'Initiative. Au cours de sa quête visant à relancer la colonisation d'Andromède et à lutter contre les Kert, le Pionnier et son équipe tombe sur des ruines d'une technologie avancée protégés par une espèce mécanique, les Reliquats, parmi lesquels des « Caveaux », centres de terraformation planétaires ; par après, il découvre une race autochtone en guerre avec les Kert : les Angaras. S'alliant avec eux, le Pionnier va découvrir qu'un centre de contrôle unique appelé Meridian permettrait de terraformer la totalité du Secteur Héléus ; malheureusement, les Kerts, menés par l'Archonte, sont arrivés aux mêmes conclusions et tentent eux aussi de mettre la main sur Meridian afin de contraindre tout le secteur à se soumettre, provoquant ainsi une course pour le contrôle de Meridian.

### Suite sans titre
BioWare a officialisé durant le N7Day 2020 le fait qu'un nouveau jeu de la série Mass Effect au titre encore inconnu est en cours de développement.

### Jeux dérivés
- Mass Effect Galaxy (2009)
- Mass Effect Infiltrator (2012)

## Autres médias

### Romans
- Mass Effect : Révélation est un roman adapté du jeu vidéo et se passe une vingtaine d'années avant le premier jeu. Sorti en mai 2007, il est écrit par Drew Karpyshyn, publié chez Del Rey Books en anglais, en France il est publié chez Milady.
- Mass Effect : Ascension est le deuxième roman et se passe entre Mass Effect et Mass Effect 2. Il est également écrit par Drew Karpyshyn et publié chez Del Rey Books en anglais, en 2008. Republié en France par Milady le 23 mars 2012.
- Mass Effect : Rétorsion est le troisième roman adapté de la série et se situe entre la destruction des Récolteurs et l'invasion de la Terre (imminente), juste avant Mass Effect 3. Il est publié en 2010 chez Del Rey Books en anglais. En France chez Milady le 20 avril 2012.
- Mass Effect : Dissimulation est le quatrième roman adapté de la série et se situe après Mass Effect 3. Le roman écrit par William Dietz était prévu pour une sortie en janvier 2013 aux États-Unis mais a subi de nombreuses critiques virulentes venant des fans et concernant des incohérences avec l'univers du jeu, en conséquence, il est annoncé en cours de réécriture en mai 2013[16]. Toutefois le manque d'informations concernant ce dernier depuis 2013 peut sous-entendre que la réécriture et la réédition du roman est suspendue, voire annulée et que peut être le roman ne sortira jamais.

### Comics
Une série de comics intitulée Mass Effect: Redemption a été publiée aux États-Unis par Dark Horse Comics le 15 juin 2010. Distribuée en France par Panini Comics en novembre 2010, l'histoire se déroule entre les deux premiers épisodes de la trilogie de jeux vidéo Mass Effect et met en scène l'un des personnages du premier jeu, le Dr Liara T'soni. Les quatre épisodes de la mini-série Redemption sont ici recueillis pour le plus grand plaisir des fans du jeu. Par Walters, Jackson Miller et Francia.
Un autre comic book, intitulé Mass Effect: Evolution retrace le parcours de Jack Harper durant la Guerre du Premier Contact, parcours qui le conduira à devenir l'Homme Trouble.

### Film
Un film basé sur l'univers de Mass Effect est également en projet. En 2010, le site anglais d'IGN rapporte que le film sera produit par Thomas Tull et Jon Jashni de Legendary Pictures qui ont acquis les droits avec Avi Arad, ancien CEO de Marvel Entertainment et désormais à la tête de sa propre firme Seaside Entertainment et son fils Ari Arad. Les cofondateurs de BioWare, Ray Muzyka et Greg Zeschuk seront producteurs exécutifs avec Casey Hudson. Warner Bros distribuera le film.

## Inspiration
La première trilogie Mass Effect est multi-genre.
- Citadelle : Le style architectural de la Citadelle est fortement inspirée des conceptions artistiques du designer Syd Mead ;
- Véhicules : Le design des véhicules sont inspirés des travaux de Syd Mead. Ce dernier conçu également les véhicules du premier film Blade Runner ;
- Cyberpunk : La station Omega par son ambiance et son architecture rappelle le film Blade Runner, les cyborgs comme le Commandant Shepard, l'Homme Trouble ou encore Saren ;
- Musiques : Celles du premier jeu rappellent le film Blade Runner et celles des autres jeux prendront une tournure plus cinématographique ;
- Système de choix : Le système de choix "conciliant" et "pragmatisme" sont directement influencés par le système "côté clair" et "côté obscur" de Star Wars Knight of The Old Republic, dont le premier jeu était conçu par BioWare corp. ;
- La jouabilité : Elle est inspirée de Deus Ex, Halo, Starflight ;
- Horreur lovecraftienne : C'est un sous-genre de l'horreur créé par H. P. Lovecraft et qui s'exprime à travers les moissonneurs ;
- La mythologie grecque : Mass Effect est inspiré de la mythologie grecque. Cela peut se voir avec Prométhée qui a volé le feu des Dieux pour l'offrir à l'humanité et qui se traduit par les Prothéens imaginés comme étant les créateurs de la Citadelle et des Relais cosmodésiques dans le premier jeu. Le Relais Charon qui relie le système solaire terrien aux autres planètes de la galaxie alors que dans la mythologie grecque Charon est le passeur entre l'enfer et le monde des vivants. Cerberus est une organisation qui se veut protéger l'humanité des terreurs de l'espace alors que le Cerbère grec protège le monde des terreurs d’Hadès ;
- Les recherches scientifiques ;
- Références diverses : Chuck Norris[20], 2001 : l'Odyssée de l'espace (IDA qui prend le commandement du vaisseau est une référence à Hal 9000/CARL 500, lorsque Joker dit "tu ne veux pas que je t'appelle Hal non plus ?" ;